# Kozlany (ort i Tjeckien, Södra Mähren)
Kozlany är en ort i Tjeckien.   Den ligger i regionen Södra Mähren, i den östra delen av landet, 210 km sydost om huvudstaden Prag. Kozlany ligger 302 meter över havet och antalet invånare är 320.
Terrängen runt Kozlany är huvudsakligen platt, men österut är den kuperad. Runt Kozlany är det ganska tätbefolkat, med 72 invånare per kvadratkilometer. Närmaste större samhälle är Vyškov, 8,6 km norr om Kozlany. Trakten runt Kozlany består till största delen av jordbruksmark.